# Norra Åsbo herred
Norra Åsbo herred (føt 1658 dansk: Nørre Åsbo herred) var et herred beliggende i Helsingborg Len i den nordvestlige del af Skåne uden kystadgang og mod nord grænsende til Halland.
I den danske tid (før 1658) var Nørre Asbo Herred et af de mindre betydningsfulde herreder i Skånelandene. I herredet ligger bl.a. byerne Øster Lyngby (svensk: Östra Ljungby), Ørkellyng (svensk: Örkelljunga) og Perstorp samt Herrevad Kloster og herregårdene Snellerup, Rysseholm.

## Lensmænd
- Ludvig Albertsen Eberstein
- Knud Porse

## Sogne[1]
I Klippans kommun:
- Færingtofta
- Riseberga
- Kællna
- Østra Ljungby
- Vedby
- Gråmanstorp

I Perstorps kommun:
- Oderljunga
- Perstorp

I Örkelljunga kommun:
- Ørkelljunga
- Rya
- Skånes-Fagerhult

I Ängelholms kommun:
- Tåssjø
- Tåstarp
- Munka-Ljungby
- Øssjø

med dele i herredet:
- en del af Hishults sogn tilhørte herredet før 1949, da området blev overført til Ørkelljunga sogn og Skåne-Fagerhults sogn
- indtil omkring 1890 tilhørte en del af Konga sogn dette distrikt
- indtil omkring 1890 tilhørte en del af Røstånga sogn dette distrikt